# Něman (město)
Něman (rusky Неман; německy Ragnit; litevsky Ragainė; polsky Ragneta) je město v Kaliningradské oblasti (bývalé Východní Prusko) v Rusku ležící na hranici s Litvou, vzdálené 130 km severovýchodně od Kaliningradu (Königsbergu) a 10 km od Sovětsku (Tylže). V roce 2021 mělo městečko necelých 11 tisíc obyvatel převážně ruské národnosti.

## Historie

### Od založení do 18. století
První budovou na místě dnešního města byla pevnost Ragnita postavená roku 1288 pruským kmenem Skalovitů. Pozdější pojmenování města Ragnit pochází z pruského slova ragas znamenající v češtině roh, špici či pahorek. Pevnost byla dobyta Řádem německých rytířů v roce 1289 a následně zde byl postaven řádový hrad. Zpočátku by nazýván Landeshut, ale nakonec převážilo původní pruské označení Ragnit. Hrad se stal sídlem řádového komtura. Ačkoliv byla pevnost významným bodem pro obranu severu Pruska a základnou pro pozdější invazi do Žmudě, celou svou historii byla ve stínu nedaleké větší a významnější Tylže. Roku 1525 došlo k sekularizaci Řádu a z Východního Pruska vzniklo tzv. Pruské vévodství. Ragnit byl vypleněn v roce 1656 Tatary a následně 1678 Švédy. Městská práva dostala osada dekretem pruského krále Fridricha I. v roce 1722. Následně bylo ale město opět vypáleno, tentokrát ruskou armádou v roce 1757 během Sedmileté války.

### Od 19. století do roku 1945
Po vzniku Německého císařství v roce 1871 se Ragnit stal součást provincie Východní Prusko. Železnice z Tylže byla dovedena v roce 1892 a úzkokolejka do Insterburgu (dnešní Čerňagovsk) byla dokončena v roce 1913. Napojení na železniční trať byl silný impulz pro místní ekonomiku. Vznikly slévárny, cihelny, papírny a město se stalo centrem ovocnářství. Během první světové války bylo město obsazeno ruskou armádou a to na necelé tři týdny (od 23. srpna do 12. září 1914).
Ragnit začal ekonomicky strádat po konci první světové války. Poražené Německo muselo na základě Versailleské smlouvy z roku 1919 podstoupit území za řekou Němen včetně města Memel (dnešní Klaipėda) Spojeným národům. Celé území se pak stalo součástí nově vzniklé Litvy. Ragnit se tak stal hraničním městem, které ztratilo svoji hlavní spádovou oblast. V roce 1922 se z něj odstěhoval okresní úřad do Tylže.

### Pod správou SSSR a Ruska
Po četných porážkách Wehrmachtu na Východní frontě v roce 1944 začalo německé velitelství s operací Hannibal. Cílem celé operace bylo evakuovat co největší množství německého obyvatelstva z Východního Pruska do Německa před příchodem Rudé armády. S evakuací města se začalo v říjnu 1944. Sověti vstoupili do města bez boje 19. ledna 1945. Po válce připadlo město pod správu SSSR a bylo v roce 1946 přejmenováno na Něman podle řeky, která městem protéká. Zbývající německé obyvatelstvo bylo deportováno do Východního Německa a do města se nastěhovali především Rusové z centrálních oblastí Ruska a Povolží. Po válce byl obnoven papírenský průmysl.
Po rozpadu SSSR v roce 1991 se město stalo součástí Kaliningradské oblasti jako ruská exkláva. Jako zajímavosti města stojí za zmínku zřícenina řádového hradu, bývalý evangelický kostel z 18. století a zachovala se i část předválečné německé výstavby.
Nedalekých 13 km od města stojí rozestavěný projekt Baltické jaderné elektrárny, jejíž výstavba byla především z politických důvodů pozastavena ke konci roku 2013. Problémem se ukázal nejen výkon projektovaných bloků VVER-1200, ale i původně plánovaný prodej elektřiny do sousedních zemí Pobaltí. Rusko se tak snažilo následně o domluvu se sousedními zeměmi o vyvedení výkonu přes Bělorusko do ostatních částí federace. I zde se ukázal problém, neboť Bělorusko finišuje se svojí vlastní elektrárnou založenou na stejném projektu a tak další výkon nepotřebuje. První blok má hotové základy a druhý pouze základovou jámu.

## Litevská menšina
S historií města je úzce spjata místní litevská menšina. V letech 1549–1563 zde působil Martynas Mažvydas, který napsal vůbec první knihu psanou litevštinou s názvem Catechismusa Prasty Szadei (česky: Jednoduchá slova katechismu). Po porážce Lednového povstání byla v carském Rusku zakázána litevština a místní litevská populace byla podrobena rusifikaci. Německý Ragnit ležící nedaleko ruské hranice se tak stal centrem litevské kultury. Byly zde psány a tištěny knihy v litevštině a následně je tajná organizace zvaná knygnešys pašovala do ruské části Litvy. V roce 1890 žilo v Ragnitském okrese na 17 500 Litevců, což bylo přes 32% celkové populace. Po první světové zde byly snahy místních Litevců připojit město s okolím k nově vzniklé Litvě, ale nakonec celá oblast zůstala součástí Německa. Dnes jsou Litevci po Rusech a Bělorusech třetí nejpočetnější národností skupinou ve městě.

## Obyvatelstvo

### Vývoj obyvatelstva v průběhu doby
| Rok       | 1782  | 1875  | 1895  | 1905  | 1925  | 1933  | 1939   | 1959  | 1970   | 1979   | 1989   | 2002   | 2010   | 2021   |
| Obyvatelé | 1 882 | 3 875 | 4 591 | 4 908 | 7 780 | 9 293 | 10 061 | 9 459 | 11 613 | 12 492 | 13 821 | 12 714 | 11 798 | 10 765 |

### Etnické složení obyvatelstva

Východní Prusko (vyznačeno červeně) na mapě tehdejšího Německa 1871

Při sčítání lidu v roce 2010 bylo etnické složení v městě následující:
| - 88,4 % Rusové - 3,2 % Bělorusové - 2,8 % Litevci - 2,7 % Ukrajinci - 1,2 % Arméni |  | - 0,7 % Tataři - 0,5 % Arméni - 0,4 % Němci - 0,3 % Poláci - 1 % ostatní |

### Významné osobnosti města
- Christian Otter (1598 – 1660) - německý matematik a stavitel
- Johann Friedrich Reiffenstein (1719 – 1793) - německý malíř a spisovatel
- Julius Bacher (1810 – 1889) - německý spisovatel
- Gustav Laukant (1869 – 1938) - německý politik (USPD)
- Freya Stephan-Kühn (1943 – 2001) - německá spisovatelka

## Galerie

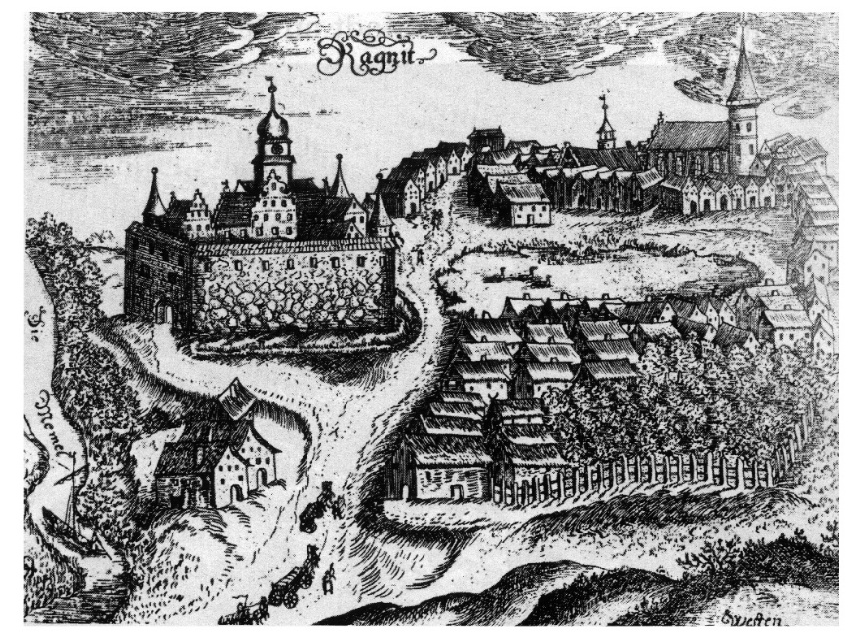
Nákres města s hradem z roku 1684
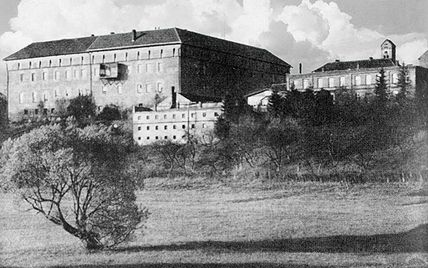
Hrad Ragnit před válkou
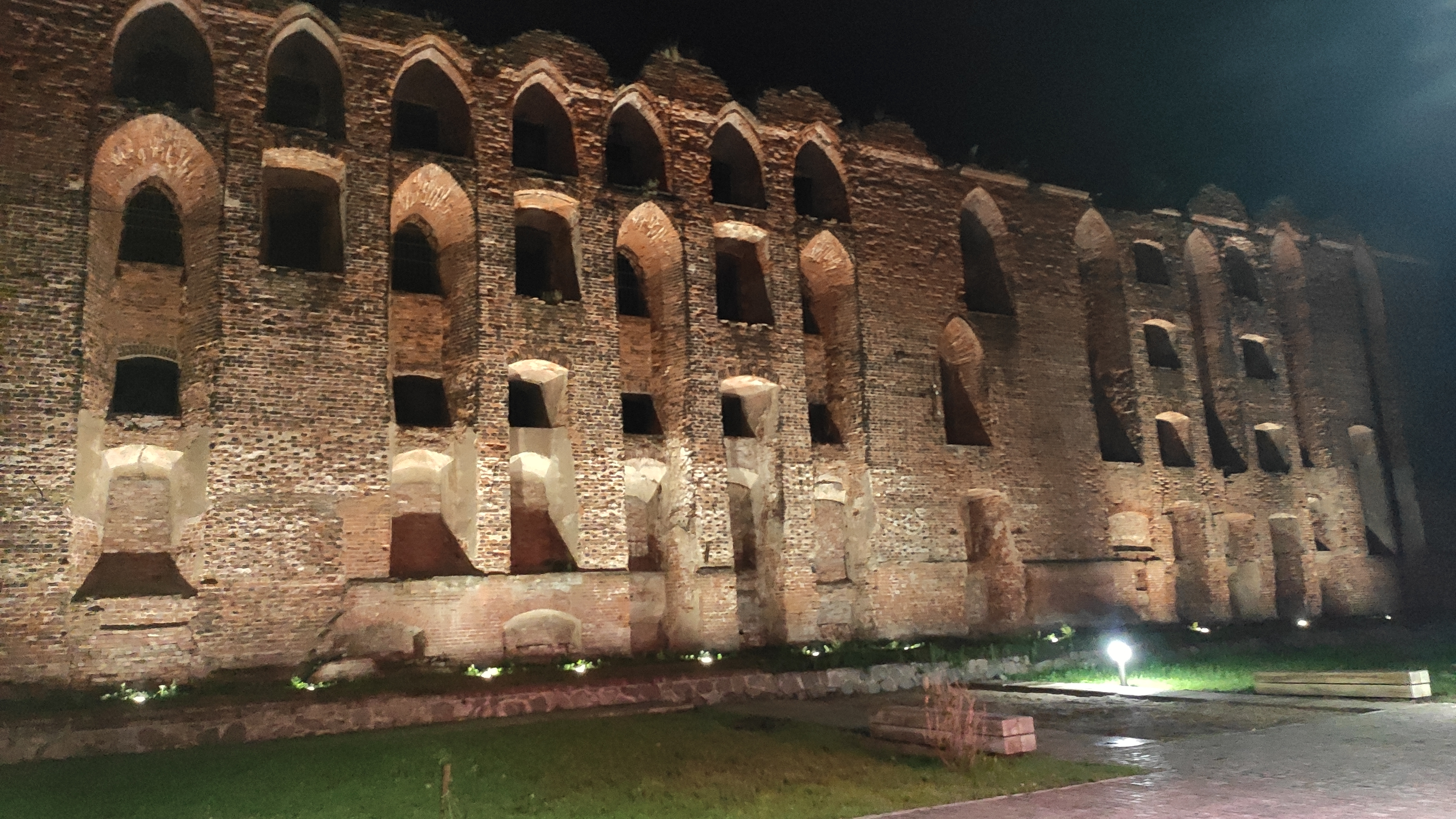
Ruiny řádového hradu
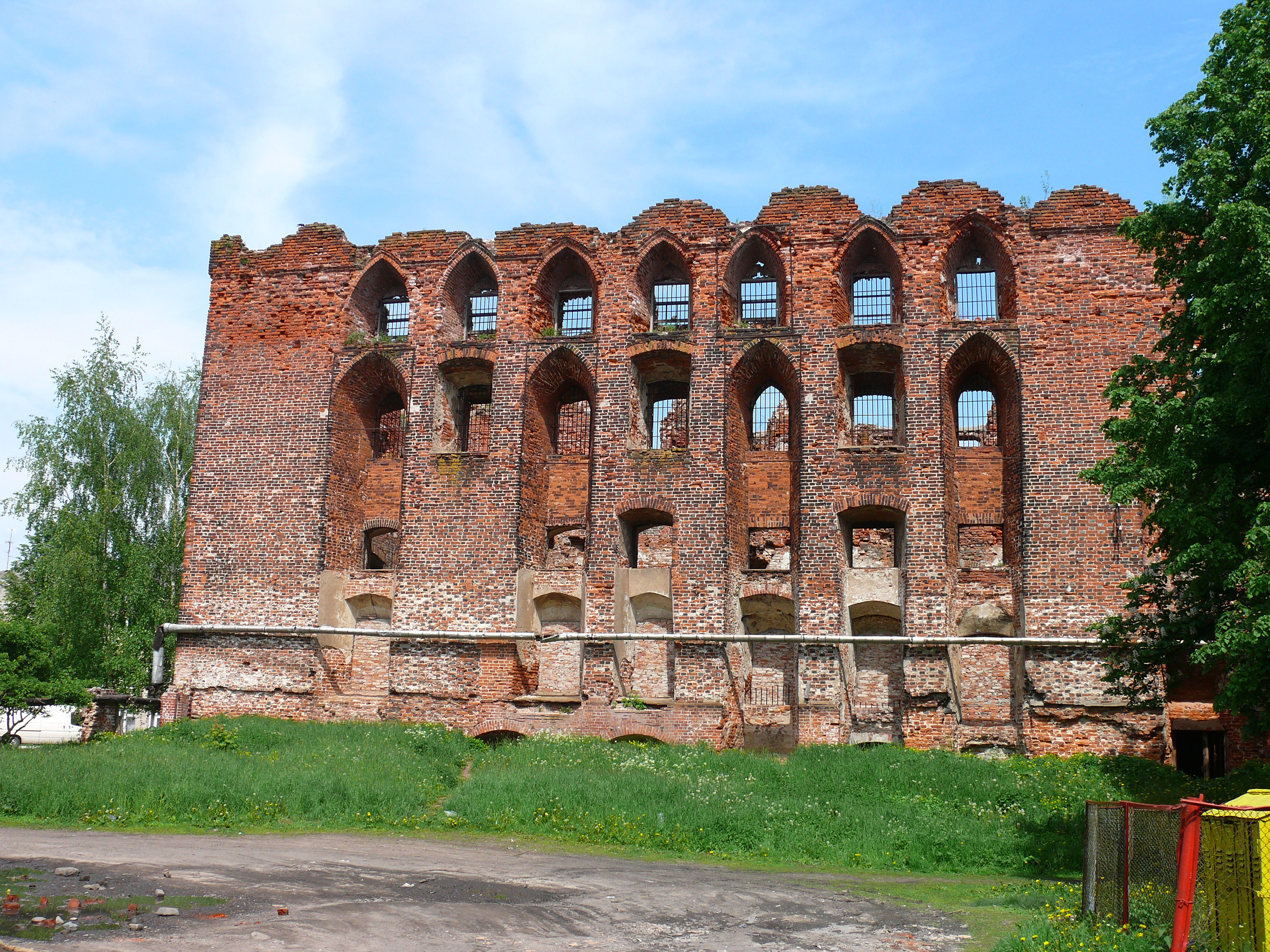
Ruiny řádového hradu
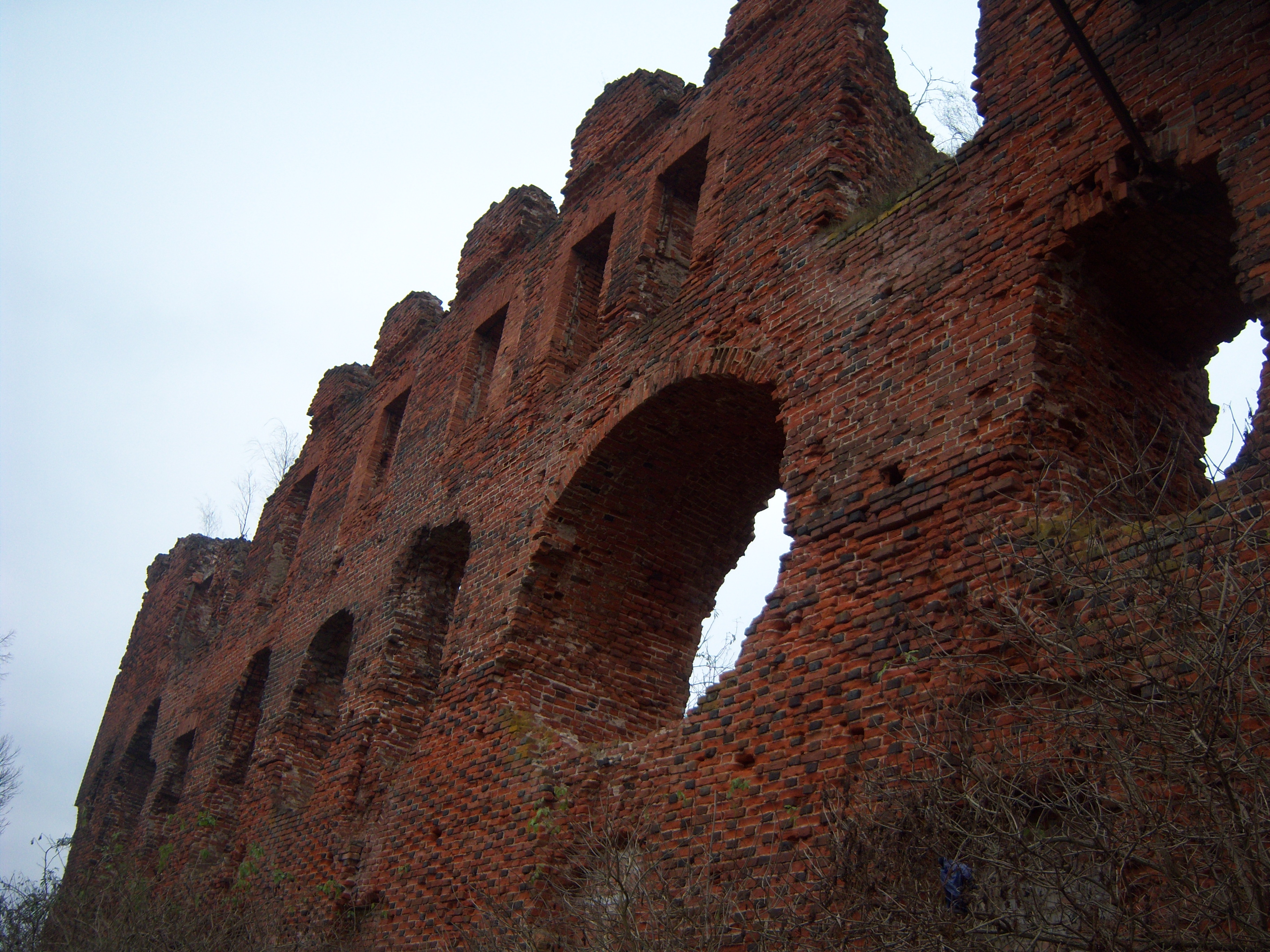
Ruiny řádového hradu
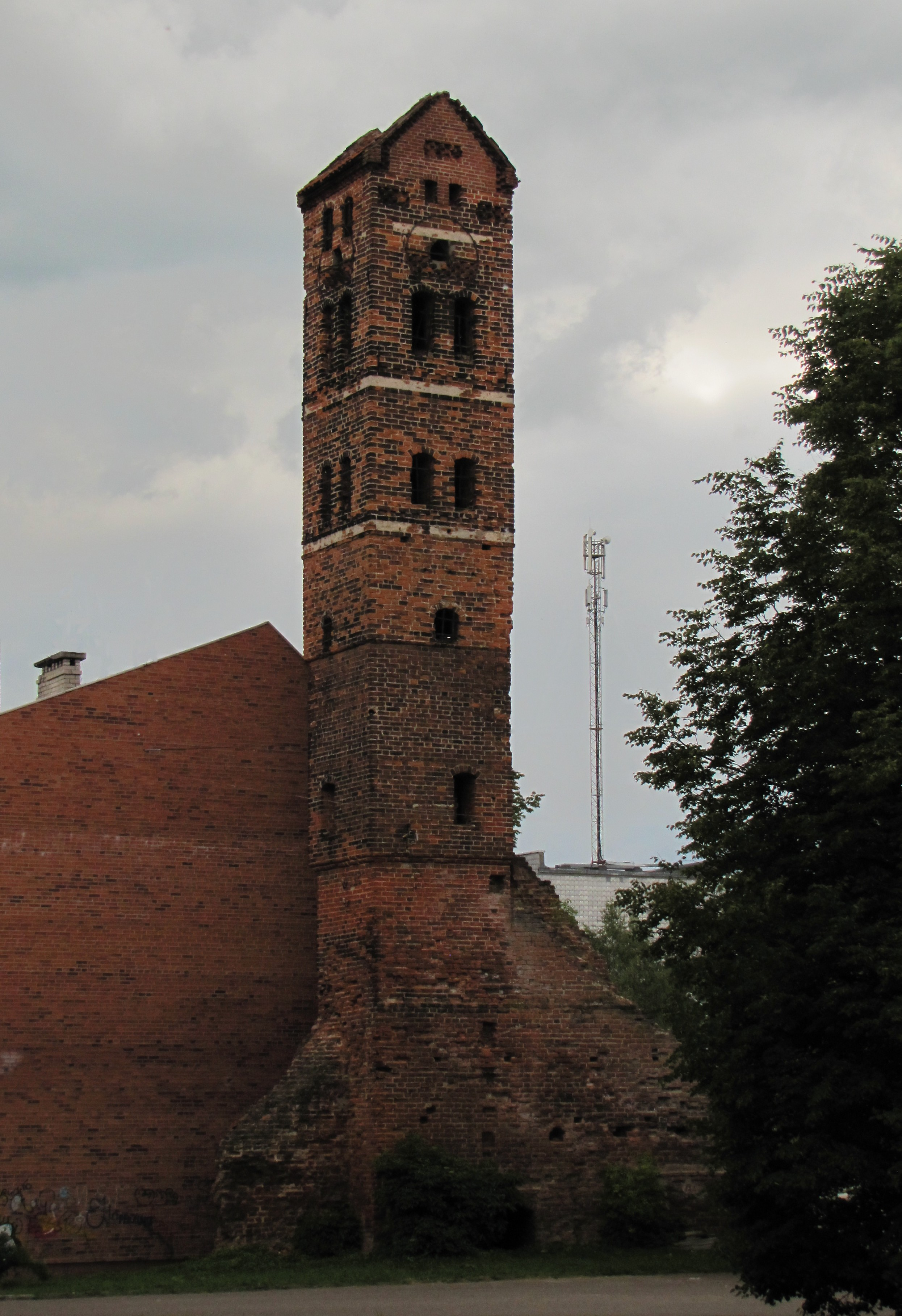
Ruiny řádového hradu
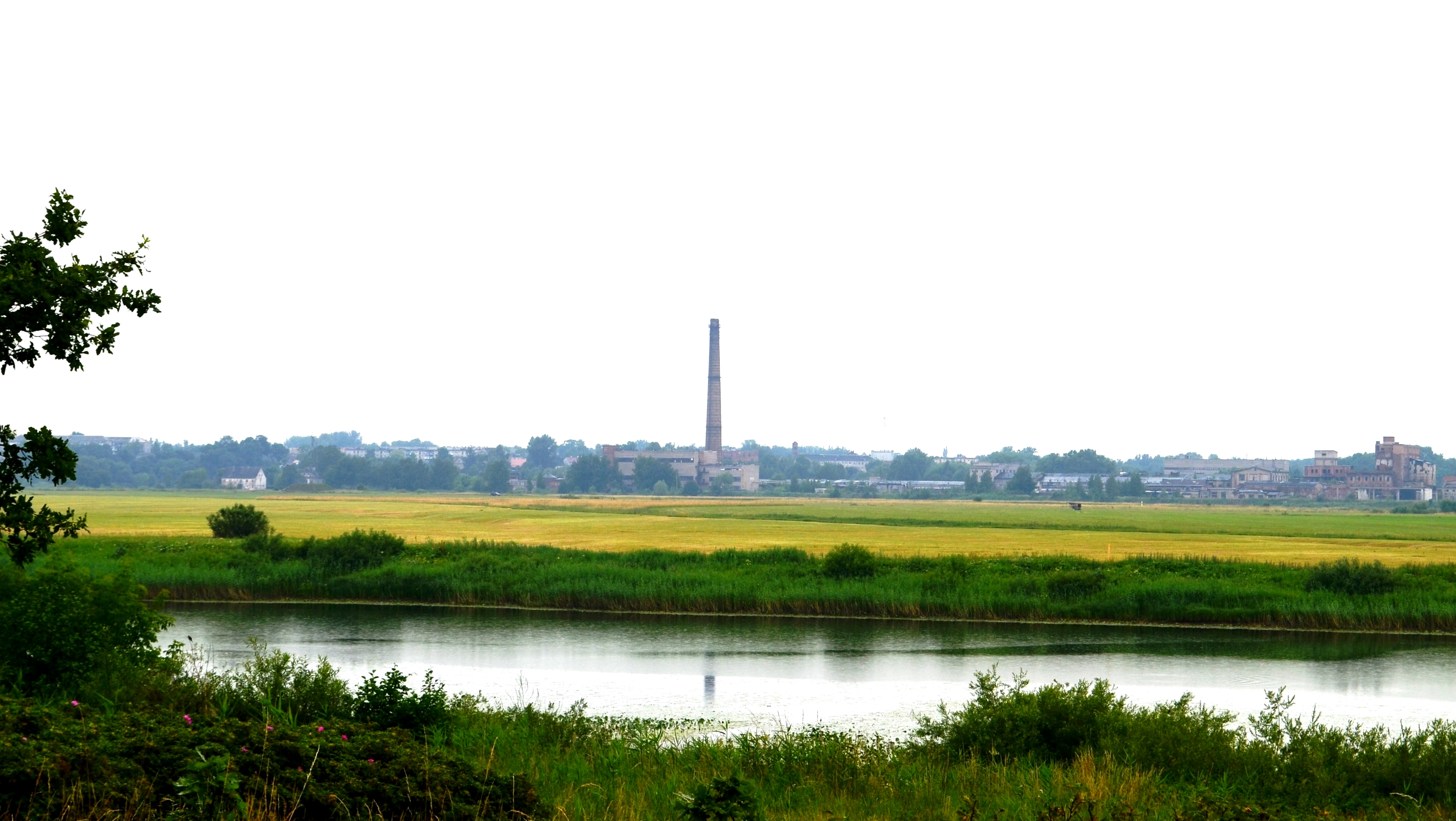
Něman pohledem z litevské strany hranice